# المبارزة في الألعاب الأولمبية الصيفية 2016
عقدت منافسات منافسات المبارزة في دورة الألعاب الأولمبية الصيفية 2016 في ريو دي جانيرو في الفترة من 06 إلى 14 أغسطس في كاريوكا ارينا 3 داخل الحديقة الأولمبية بارا في بارا دا تيجوكا . كان التوزيع متساوي هذه المرة بين الرجال والنساء فلقد كان عدد المتنافسين 212 متنافس. تمت المنافسات في 10 أحداث (ستة فردية وأربعة جماعية).